# 부산포 해전
부산포 해전(釜山浦海戰)은 1592년 10월 5일(음력 9월 1일), 부산포에 정박한 일본군 함대와 대립한 전투이다. 이 전투에서 녹도만호 정운이 전사하였고, 일본군은 100여 척의 함선을 잃었다. 이 전투 후 일본군은 더 이상 적극적인 해상 작전에 나서지 않았다.

## 경과
일본 수군은 1592년 7월경 한산도 대첩에서 패배한 후 약 1개월간 남해안 일대에서 이렇다 할 움직임을 보이지 않았다. 8월 중순경 한성에 주둔하고 있던 가토 기요마사, 기무라 시게지, 오카모토 에치고 등의 부대는 경상도 지방으로 이동하여 대부분의 병력을 김해에 집결시키는 한편, 군수 물자를 부산으로 운반하였다. 당시 부산포에서는 도요토미 히데카쓰군 주력부대와 본국에서 증원된 수군 8,000여명이 함선 430여 척을 보유하고 해안 요충지를 지키고 있었다. 
조선은 일본군의 이런 움직임을 본국으로 철수하려는 것으로 판단하였다. 그리하여 경상우도순찰사 김수가  전라좌도수군절도사(전라좌수사) 이순신에게 "위로 침범한 적도들이 낮에는 숨고 밤에 행군하여 양산(梁山), 김해강 등지로 잇달아 내려오는데, 짐짝을 가득 실은 것으로 보아 도망치는 낌새가 현저하다." 라고 하여 해상도주통로를 차단해 줄 것을 요청했고, 이순신은 전라우도수군절도사(전라우수사) 이억기, 경상우도수군절도사(경상우수사) 원균 (8월 25일 합류)의 함대와 합류하여 판옥선 74척, 협선 92척 등 총 166척으로 통합 함대를 편성하여 출진하였다. 이순신은 부산포로 향하던 중 서평포(西平浦),  다대포(多大浦),  절영도(絶影島) 등에서 일본군 전선 24척을 격파했다. 
부산포 앞바다의 절영도(현재의 영도구) 부근으로 진출한 조선 수군은 부산포 동쪽 산기슭 해안에 일본 수군 선단 사백여 척이 집결해 있는 가운데, 다수의 육군이 해안선에 진지를 구축하여 조선군의 공격에 대비하고 있음을 탐지하였다. 조선군은 장사진을 펼치면서 종대 대형으로 부산진 포구 안으로 밀고 들어갔다.  조선 수군에 압도된 일본 수군은 배를 버리고 육지로 달아나 육군 병력이 방어하고 있는 해안진지에 뛰어들어 필사적인 저항을 시도하였다. 이에 조선 수군은 해안진지에서 저항하는 일본군에게 활을 쏘아 견제하는 가운데, 포구에 방치된 일본군 전함을 향해 각종 총통 사격을 집중하였다.
양 함대의 전선수를 비교하면 약 3대 1의 비율로 조선 수군이 열세이었고 지리 조건도 일본군들은 언덕을 의지하여 높은 곳에서 낮은 곳을 향하여 공격하지만 조선 수군은 해상에서 완전히 노출되어 공격군에 매우 불리한 여건이었다. 하지만, 일본군이 조선 수군(특히 이순신)에 겁을 먹고 사기가 떨어졌다는 점이 이런 불리한 면을 보완하였다. 일본군이 사기가 높았다면, 옥포 해전 당시 도도 다카토라나 한산도 대첩 당시 와키자카 야스하루, 혹은 후에 있을 명량 해전 당시 구루시마 미치후사, 노량 해전 당시 시마즈 요시히로처럼 전 함대를 동원해서 조선 수군을 공격해왔을 것이다. 그러나 상당수 병력이 해안과 산 언덕에 숨어서 바다로 나오지 않고 조총과 활 공격을 했다는 것은 그들이 해전을 두려워했다는 증거이다. 이미 앞서 소규모 해전에서도 일본군은 조선 수군과 맞닥드리자 배를 버리고 섬으로 도망가기 바빴던 것이다.
부산포 해안에서 적선 100여 척을 격침시키는 등 큰 전과를 올렸으나, 이순신은 육지로 일본군을 추격하지는 않았다. 이른바 "단병접전", 즉 현대어로 표현하자면 "근접 백병전"에서 조선군의 기량이 일본군에 비해 불리했으며, 많이 지쳤고, 병력 수도 육전을 하기에는 너무 열세였다. 또  육상전에 핵심 타격력인 기병을 조선 수군은 갖지 못한데 반면, 일본군은 경험이 풍부한 기병을 보유한 것도 이유였다. 그 와중에도 조선군은 왜군이 주둔하고 있는 언덕에 활을 쏴 왜군 3,800명을 물리쳤다. 그러나 이 전투에서 이순신은 아끼던 부하였던 정운을 잃었다.

## 의의와 영향
이 해전으로 일본군의 수군 활동은 잠잠해졌고 조선 수군은 제해권을 완전히 장악하였다. 평양에 주둔한 고니시 유키나가가 그대로 평양에 주저 앉아 있다가 조명연합군에 밀린 것도 이순신에 의해 해상 보급로를 차단당했기 때문이었다. 또 호남 역시 일본군의 침입으로부터 안전할 수가 있었다.

## 같이 보기
- 부산광역시: 1592년 9월 1일을 양력으로 환산하면 10월 5일이며, 이 날이 “부산 시민의 날”이다.